# Iris Wolff
Martina Iris Wolff (Sibiu, 28 luglio 1977) è una scrittrice tedesca d'origine rumena.

## Biografia
Nata nel 1977 a Sibiu e cresciuta in Transilvania, nel 1985 si è trasferita in Germania.
Dopo aver conseguito il diploma a Stoccarda, ha studiato filologia tedesca, religione, grafica e pittura all'Università di Marburgo.
Ha lavorato presso l'Archivio della letteratura tedesca a Marbach e come docente di arte e mediazione culturale e ha pubblicato (al 2025) 5 romanzi vincendo alcuni premi letterari tedeschi.

## Opere (parziale)

### Romanzi
- Halber Stein (2012)
- Leuchtende Schatten (2015)
- So tun, als ob es regnet (2017)
- La sfocatura del mondo (Die Unschärfe der Welt, 2020), Milano, Rizzoli, 2021 traduzione di Marina Pugliano e Valentina Tortelli ISBN 978-88-17-14992-1.
- Radure (Lichtungen, 2024), Vicenza, Neri Pozza, 2025 traduzione di Cristina Vezzaro ISBN 978-88-545-3219-9.

## Premi e riconoscimenti (parziale)

### Vincitrice
Solothurner Literaturpreis
- 2021[6]

Premio letterario Konrad-Adenauer-Stiftung
- 2025[7]